# Liste der Monuments historiques in Boissise-le-Roi
Die Liste der Monuments historiques in Boissise-le-Roi führt die Monuments historiques in der französischen Gemeinde Boissise-le-Roi auf.

## Liste der Bauwerke
| Bezeichnung            | Beschreibung              | Standort | Kennzeichnung | Schutzstatus | Datum | Bild           |
| ---------------------- | ------------------------- | -------- | ------------- | ------------ | ----- | -------------- |
| Schloss mit Taubenturm | Erbaut im 17. Jahrhundert | (Lage)   | PA00086821    | Inscrit      | 1970  | weitere Bilder |
| Kirche St-Denis        |                           | (Lage)   | PA00086822    | Inscrit      | 1949  | weitere Bilder |

## Liste der Objekte

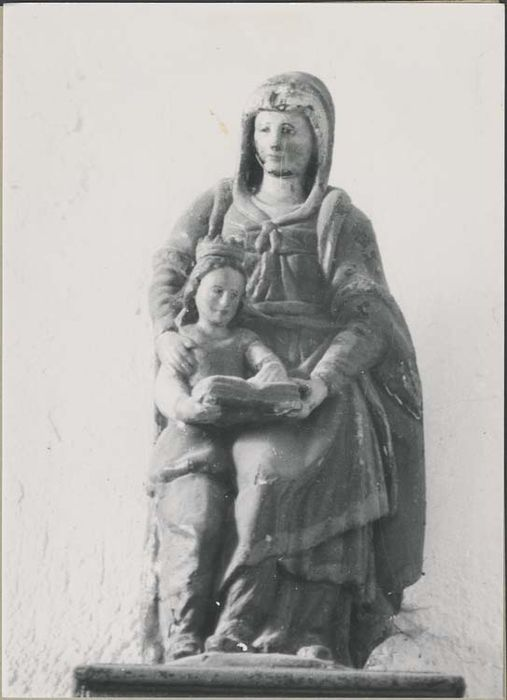
Skulptur Unterweisung Mariens (um 1600) in der Kirche St-Denis

- Monuments historiques (Objekte) in Boissise-le-Roi in der Base Palissy des französischen Kultusministeriums